# Cynanchum messeri
Cynanchum messeri är en oleanderväxtart som beskrevs av Puech. Cynanchum messeri ingår i släktet Cynanchum och familjen oleanderväxter. Inga underarter finns listade i Catalogue of Life.